# 3%
3%는 Pedro Aguilera가 제작하고 Dani Libardi, Daina Giannecchini, Jotagá Crema가 Netflix에 개발한 브라질 SF TV 시리즈 로, João Miguel 과 Bianca Comparato 가 주연을 맡았다. 2011년 YouTube에 공개된 독립 파일럿 에피소드를 기반으로 개발된 3%는 Netflix의 첫 번째 브라질 오리지널 작품이자 Club de Cuervos 에 이어 라틴 아메리카 에서 두 번째로 제작된 작품이다.

## 개요
번영과 폐허, 두 세계로 철저히 양극화된 미래의 세상. 폐허의 땅에서 벗어나 번영의 땅으로 갈 3%의 엘리트로 선발될 기회는 모든 시민은 20세가 되면 엄격한 선발 과정을 거쳐 주어진다. 오직 3%만이 외해로 올라갈 수 있는 기회를 얻는다.

## 출연

### 주연
- 호아오 미구엘
- 비앙카 콤파라투

### 조연
- 메우 프롱코위아크
- 페르난다 바스콘셀루스
- 마리아 플로

## 요약
| 시즌 | 에피소드 | 방영일           |
| ---- | -------- | ---------------- |
| 1    | 8        | 2016년 11월 25일 |
| 2    | 10       | 2018년 4월 27    |
| 3    | 8        | 2019년 6월 7일   |
| 4    | 7        | 2020년 8월 14일  |

Lista de episódios de 3%

### 시즌 1 (2016)
대재앙 이후 한때 브라질이었던 대륙은 빈곤하고 쇠퇴한 자원 부족 지역의 폐허가 되었다. 20세가 되면 대륙의 모든 시민은 100년 넘게 존재해 온 엄격한 신체적, 도덕적, 심리적 테스트인 프로세스를 즉 선발절차를 통과할 기회를 얻게 되며, 더 나은 삶을 살기 위해 후보자 중 3%만이 선별절차에 통과한다.이로 인해 오직 3%만 외해로 갈 수 있는 기회가 있다. 104회 프로세스 중에 선발 담당자인 에제키에우의 주도하에 선별절차가 진행되며 참가자들 중에는 오빠를 외해에서 다시 만나기 위해 노력하는 미셸리도 있다. 그녀는 또한 치명적인 사회적 불평등을 뒤집으려는 지하 저항 운동인 "대의"의 잠입요원이다.

### 시즌2 (2018)
미셸리는 선별절차를 통과하고 외해에 도착하여 편안한 삶을 누리지만 오빠를 찾게다는 결연한 의지는 여전히 굳건한다. 선발 책임자인 에제키에우는 위험한 제안을 하며 미셸리의 갇힌 오빠를 석방해주겠다고 약속하나, 그 대가로 외해를 위협하는 모든 대의조직의 계획을 전해달라고 한다. 압박에 휩싸인 미셸리은 이 임무를 수행하기 위해 내해로 돌아가야 한다.
그러나 대의는 새로운 소중한 동료 얻는다. 104회 프로세스의 참가자인 주아나와 페르난두, 그리고 외해로 스며든 잠입요원 라파엘이 그 중에 있다. 함께 선별절차를 끝내기 위한 계획을 세우지만, 새로운 선발 절차 당일에 모든 것이 혼돈 속으로 빠져들며 미셸리는 진실을 발견하면서 자신만의 계획을 세우기로 결정한다. 그리고 외해의 창립자 부부와 아포칼립스 기원에 대한 진실을 알게 되는 것이다.
반전과 폭로로 가득한 이 복잡한 스토리에서 미셸리는충성이 시험을 받는 중심에 서 있다. 혼돈 가운데서 그녀는 오빠를 석방하는 것뿐만 아니라 내해와 외해의 모든 주민의 운명을 바꿀 수 있는 진실을 찾아내고자 한다.

### 시즌3 (2019)
미셸리가 외해에서 탈주한 후, 외해로 가는 관문이었던 '절차' 맞은편. 새로운 건물이 창설한다. 그 건물의 이름은 조가비. '조가비'의 설립자는 다름아닌 미셸리였다. '조가비'는 내륙과 외해의 중간격으로, 외해에서의 삶을 내륙에서 누릴 수 있도록 고안된 건축물이다. 이는 외해에서의 선발절차와는 다르게 이곳을 방문하는 자는 누구든 환영하며, 누구든 일원이 될 수 있다. 그러나 조가비가 완전히 가동되고 전기, 물, 식량 등이 풍부하게 마련되던 중 강력한 모래폭풍에 휩쓸려 파괴되었다. 파괴는 엄청났고, 이로 인해 식량을 생산하고 물을 모으는 능력이 완전히 저하되었다. 남아있는 음식이 모두에게 충분하지 않을 것을 알게 된 미셸리는 모든 주민 중 일부만 남을 수 있도록 프로세스를 진행하는 것 이외에 다른 대안이 없다고 판단한다.

### 시즌4 (2020)
풍요로운 섬의 새로운 지도자인 외해와 내해의 사이의 갈등을 휴전시키기로 결심한 미켈레의 형제인 안드레는 평화 조건을 협상하기 위해 주아나, 마르쿠, 하파에우, 일리자, 나탈리아를 공식적으로 외해에 초대대한다. 조가비 일행들은 외해를 폭파할 계획을 꾸렸던 참이라서 외해의 초대에 응한다는 외해로 이동하고 한편 미셸리는 외해에서 이 작전의 성공을 보장하기 위해 젊은 샤비에르의 도움을 받으며 노력한다.

## 생산과정

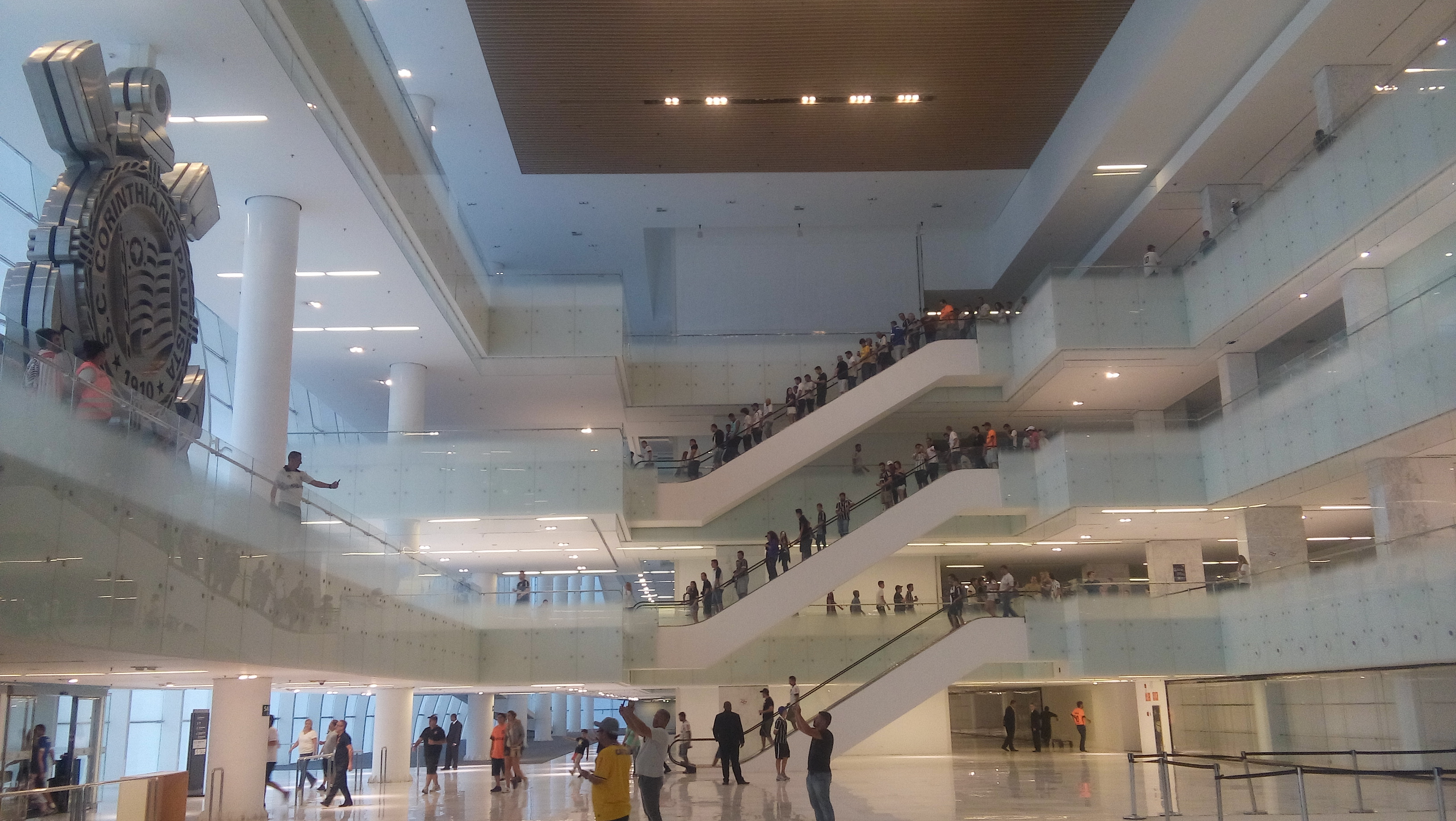
Arena Corinthians의 서쪽 건물은 시리즈의 배경으로 사용되었다.

2016년 3월 11일, 넷플릭스는 브라질 상파울루 주에서 시리즈 녹화 시작을 발표했다. 2016년 10월 10일 넷플릭스는 출연진의 이미지와 함께 시리즈의 첫 공개 날짜와 티저를 공개했다. 이 시리즈의 제작자들은 상파울루 대학교 에서 함께 공부했다. 바로 그 대학교에서 페드로 아길레라(Pedro Aguilera)는 20세쯤 되었을 때 시리즈의 대본을 작성했다. 대본을 완성한 후 페드로 아길레라는 친구들과 함께 3% 의 파일럿 에피소드 3편을 만들었으며 그후 10개의 텔레비전 방송국이 시리즈 방영 제안을 거부당했기 때문에 제작자들은 YouTube에 3개의 파일럿 에피소드를 게시하기로 결정했다.
이 시리즈가 YouTube에 등장했을 때 많은 사람들에게 깊은 인상을 주었고 조회수는 최대 100만 회에 이르렀다. Netflix 에서 시리즈를 계속 제작해 달라는 청원서가 인터넷을 통해 서명되었다. 이 청원은 36명의 서명에만 도달해 실패했다. 그러나 이것이 Netflix가 2016년 3월 11일에 제작을 발표하는 것을 막지는 못했다. 이 시리즈는 외해의 분위기를 나타내기 위해서 고급스럽고 미래 지향적인 디자인으로 선택된 Arena Corinthians 와 미나스 제라이스의 Brumadinho 에 있는 Instituto Inhotim 에서 녹화된 대부분의 장면이 등장한다.또한 Galeria Adriana Varejão가 여러 장면에서 등장한다. 또한 Heliópolis, Vila Madalena, Parque da Juventude 및 Ocupação Cine Morocco 지역과 같은 상파울루 외곽부분에서 촬영을 진행했다.
Pedro Aguilera가 제작한 이 시리즈는 César Charlone, Daina Giannecchini, Dani Libardi 및 Jotagá Crema가 감독했으며 주연배우로는 Mel Fronckowiak 및 Bianca Comparato 가 출연했으며 4K 해상도 로 촬영되었다.